# Geläuf

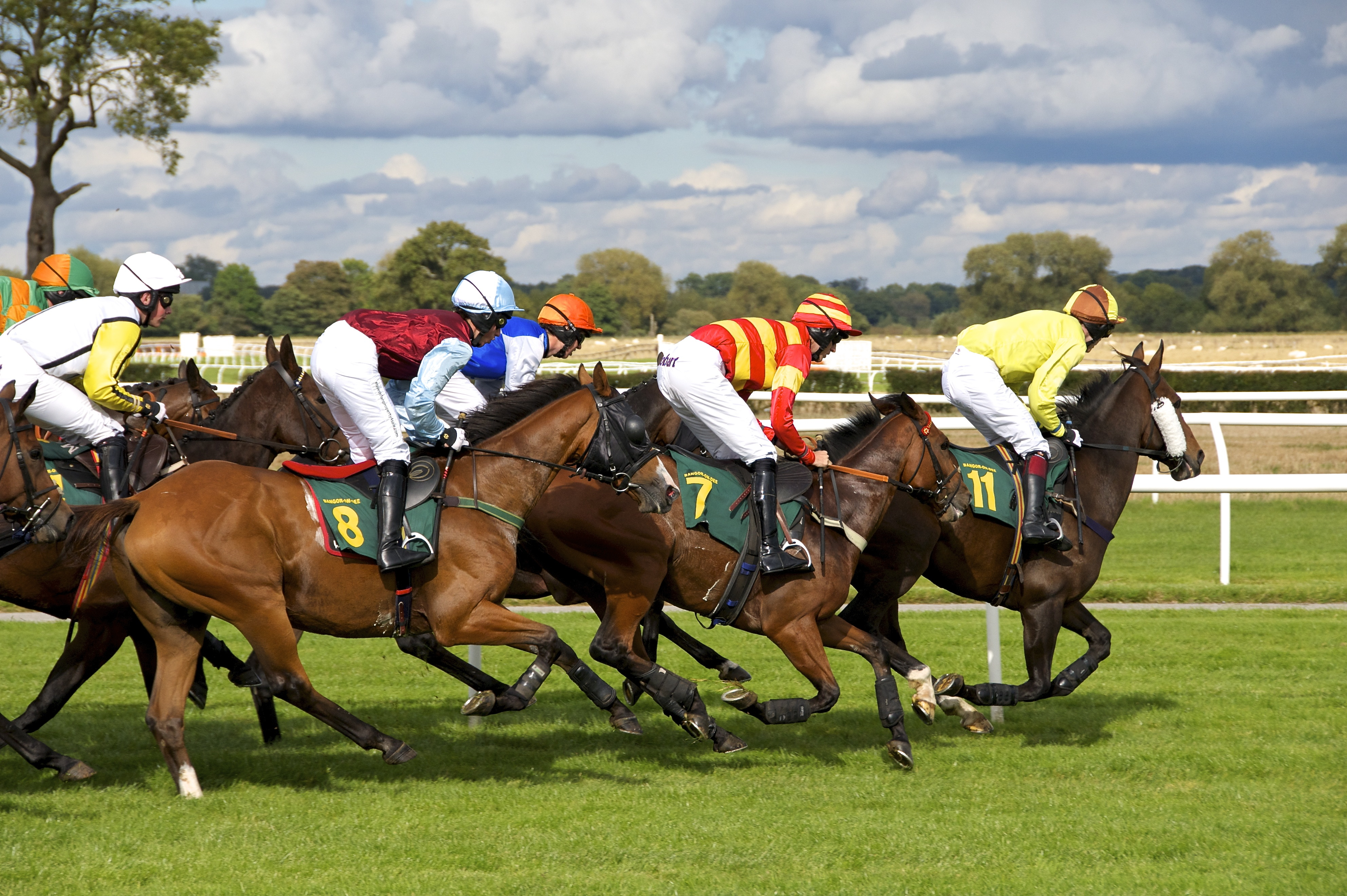
Galopprennen auf Gras (Turf)

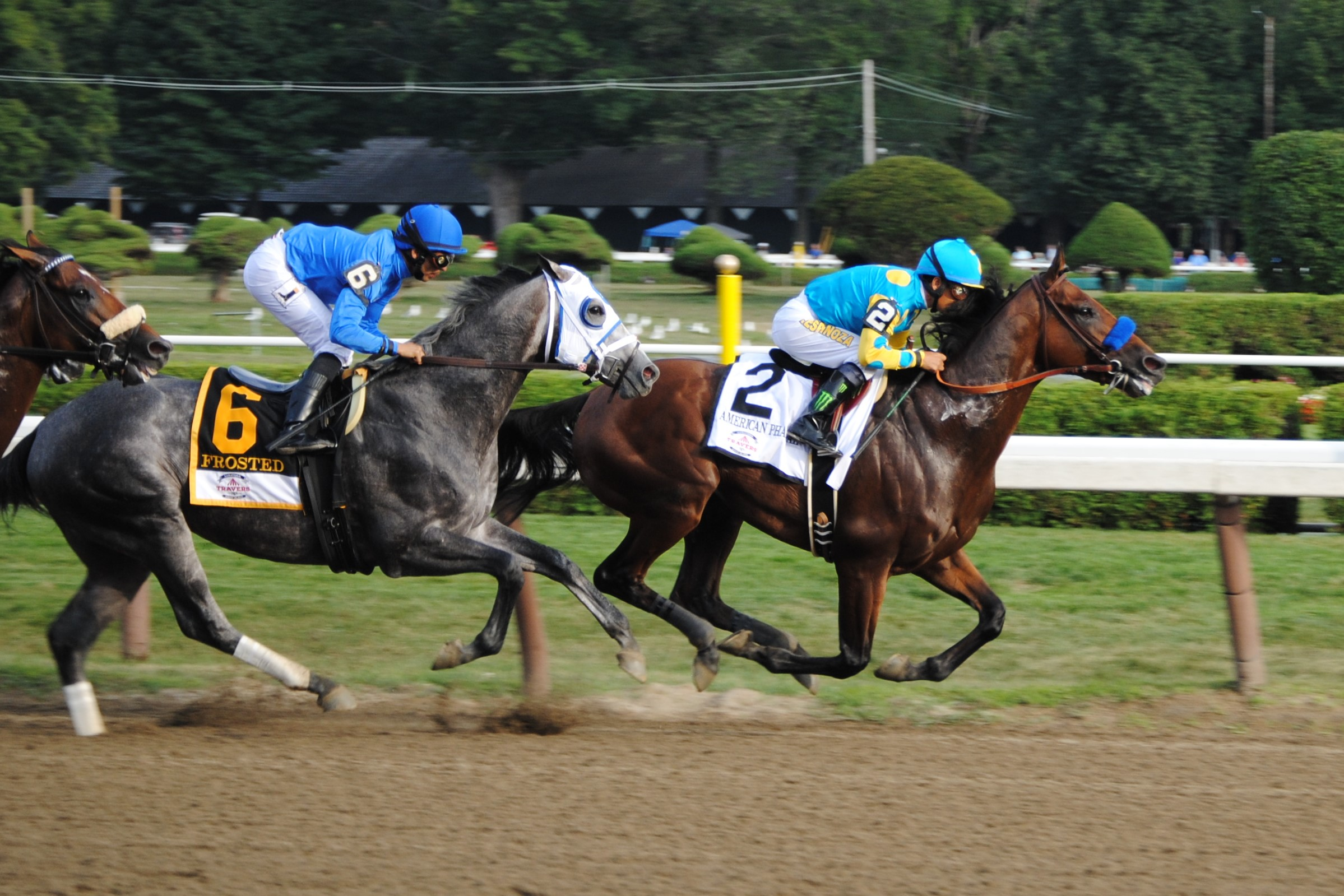
Galopprennen auf einer Sandbahn

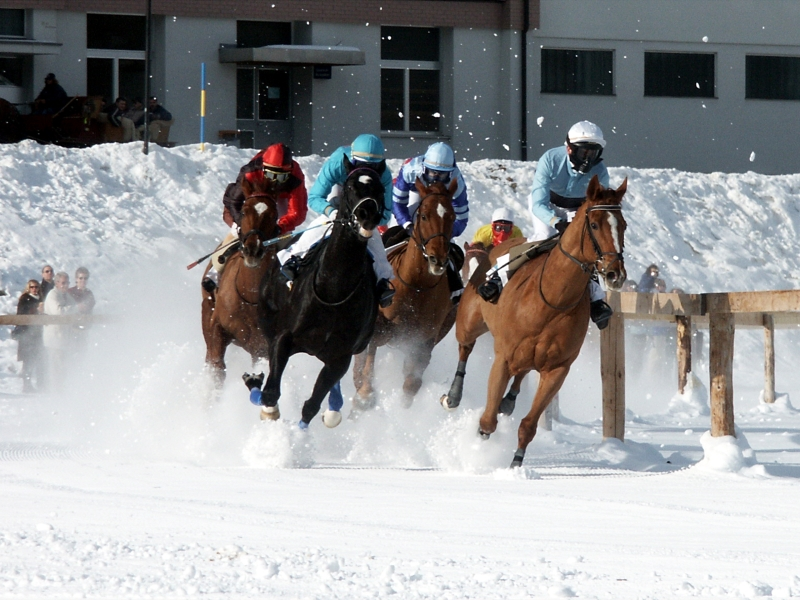
Galopprennen auf Schnee

Als Geläuf bezeichnet man im Galopprennsport den Boden, auf dem die Pferde im Rennen laufen.

## Gras, Sand und Schnee
Beim Galopprennsport wird grundsätzlich zwischen Grasbahn (Turf) und Sandbahn (Dirt Track) unterschieden. Der Vorteil der Sandbahn ist, dass sie auch bei Bodenfrost durch geeignete Geräte gelockert werden kann und so darauf Rennen gelaufen werden können. Eine hart gefrorene Grasbahn ist als Untergrund nicht geeignet, weil die Pferde wegrutschen und sich durch die Unebenheiten verletzen könnten.  Ein Sonderfall sind die Schneerennen auf dem zugefrorenen See von Sankt Moritz und Arosa in der Schweiz.
In Europa werden alle wichtigen Rennen auf einer Grasbahn gelaufen, Sandbahnrennen werden überwiegend im Winter abgehalten. In Deutschland gibt es eine „große“ Sandbahn in Dortmund. Kleinere Sandbahnrennen werden auf ländlichen Bahnen wie beispielsweise in Karlsruhe, Honzrath oder Sonsbeck veranstaltet. In Amerika werden fast alle Rennen auf Sandbahnen gelaufen, Grasbahn-Rennen gibt es dort nur in Ausnahmefällen.

## Bodenangaben
Der Zustand eines Geläufs ist vor allem von der Bodenbeschaffenheit (eher sandiger oder eher lehmiger Boden) und von der Trockenheit beziehungsweise der Feuchtigkeit des Bodens abhängig. Für den Rennsport ist es wichtig, welcher Zustand das Geläuf beim Abhalten des Rennens hat. Der Zustand wird mit Hilfe eines Messgerätes, dem Penetrometer, ermittelt. Das Penetrometer misst die Einschlagtiefe eines Gewichtes in den Boden in Zentimetern, dabei wird das Gewicht aus 1,5 Meter Höhe fallen gelassen. Es gelten folgende Einteilungen:
- Boden hart, Penetrometerwert: 0,0–1,4 cm;
- Boden fest, Penetrometerwert: 1,5–2,9 cm;
- Boden gut, Penetrometerwert: 3,0–4,4 cm (= normales Geläuf);
- Boden weich, Penetrometerwert: 4,5–5,9 cm;
- Boden schwer, Penetrometerwert: 6,0–7,4 cm;
- Boden tief, Penetrometerwert: 7,5 und mehr cm.

Harter und fester Boden, sowie schwere und tiefer ist für Galopprennen nicht günstig, weil dadurch die Beine der Pferde stärker strapaziert werden. Deswegen wird bei extremer Trockenheit das Geläuf mit Beregnungsanlagen bewässert.
Seit der Sandbahn-Saison im Winter 2007/2008 wird in Deutschland auch der Geläufzustand der Sandbahn angegeben. Meist beschränkt sich diese Angabe jedoch auf die Werte ‚nass‘ und ‚normal‘. Eine Ausnahme bildete der Winter 2010/2011. Ungewöhnlich heftige Schneefälle sorgten im Rheinland für erhebliche Schneehöhen, weshalb die Bodenverhältnisse während der Dezemberrenntage durchweg mit ‚fest‘ angegeben wurden.

## Pferde
Pferde haben teilweise besondere Vorlieben für ein bestimmtes Geläuf. Diese Vorlieben werden häufig vererbt. Deswegen braucht man für die Einschätzung der Chancen eines Pferdes in einem Rennen Informationen über den Boden. Ist der Boden für ein Pferd wahrscheinlich unpassend, kann aus einem Favoriten eines Rennens ein Außenseiter werden. Pferde, die ein tiefes Geläuf bevorzugen, nennt man „Sumpfhühner“.

## Fußball
Im weiteren Sinne wird manchmal auch der Boden, bzw. Rasen eines Fußballfeldes als Geläuf bezeichnet.